# Sattat
Sattat (arab. سطات, Saṭṭāt; fr. Settat) – miasto w Maroku, ok. 57 km na południe od Casablanki, w regionie Casablanca-Sattat. W 2004 roku liczyło 117 tys. mieszkańców.
Miasto jest ośrodkiem przemysłu bawełnianego. Działa tu fabryka hiszpańskiego producenta dżinsu Tavex. Sattat posiada także uniwersytet.

## Miasta partnerskie
- Burgos
- Tours